# Tim Sale
Tim Sale (Ithaca, Nueva York, 1 de mayo de 1956-Seattle, 16 de junio de 2022) fue un dibujante de cómics estadounidense, ganador del premio Eisner. Fue principalmente conocido por sus colaboraciones con Jeph Loeb y por ser el consultor artístico en la serie de televisión Héroes.

## Biografía
Nació en el barrio de Ithaca, Nueva York, en 1956 pero creció en Seattle, Washington. Se le detectó daltonismo de nacimiento, aunque esto nunca fue un impedimento para cumplir sus objetivos profesionales. De esta manera estudió arte en la Universidad de Washington durante dos años. Su siguiente paso fue mudarse a New York para trabajar en la escuela de cómics del prestigioso John Buscema y en la Escuela de Artes Visuales. Esta graduación y la experiencia fueron suficientes para que decidiese no querer seguir estudiando; decisión que hizo que a la vuelta a Seattle tuviera que trabajar en muchos trabajos en los que no se sentía cómodo.
Su primer trabajo profesional en el mundo del cómic lo consiguió como entintador en Myth Adventures para Warp Graphics (1984-85), trabajo por el cual fue contratado para dibujar Thieve´s World (1985), también trabajó junto a Steve Seagle en The Amazon (1989). Lo que finalmente le abrió las puertas es un arco argumental en Grendel de Matt Pager en la editorial Cómico, trabajo con el que consiguió una mayor difusión y donde los editores se empezaron a fijarse en él. De esta manera en 1991 apareció la miniserie Billi 99 para Dark Horse e hizo varios trabajos en DC Comics como la maxiserie Challengers of the Unknown (1991), gracias a la cual conoció a Jeph Loeb, un hombre que iba a ser muy importante en su futuro profesional.
Tras este encuentro que preveía lo que iba a ser una gran relación a Sale le encargaron varios números sobre uno de los superhéroes clave del cómic: Batman. Así se encargó del arco Blades (números 32 al 34) de la serie Legends of the Dark Knight acompañado a los guiones por James Robinson, y posteriormente de tres historias de Halloween junto a Loeb: Choices (1993), Ghosts (1994) y Madness (1995). En esta época también hizo sendos trabajos en otras editoriales como Image Comics, sustituyendo a la superestrella Jim Lee en los números 3-14 de la serie Deathblow (1995); y en Marvel en una miniserie mutante titulada Lobezno/Gambito: Víctimas (1994-95) junto a Jeph Loeb.
Fue el autor de los cuadros del pintor Isaac Méndez en la serie Heroes, fue frecuente colaborador de Jeph Loeb en la teleserie Héroes, donde también fue escritor y productor del programa.

## Trabajos seleccionados
- Bill 99 (con Sarah Byam)
- Challengers of the Unknown Vol. 2 #1-8 (con Jeph Loeb)
- Grendel (con Matt Wagner)
- Deathblow (con Jim Lee y Brandon Choi)
- Batman: Haunted Knight (con Jeph Loeb)
- Wolverine/Gambit: Victims (con Jeph Loeb)
- Batman: The Long Halloween (con Jeph Loeb)
- Superman for All Seasons (con Jeph Loeb)
- Batman: Dark Victory (con Jeph Loeb)
- Daredevil: Yellow (con Jeph Loeb)
- Spider-Man: Blue (con Jeph Loeb)
- Hulk: Gray (con Jeph Loeb)
- Catwoman: When in Rome (con Jeph Loeb)
- Solo #1 (con Jeph Loeb, Brian Azzarello, Darwyn Cooke, y Diana Schutz)
- Superman: Kryptonite (con Darwyn Cooke)
- Captain America: White (con Jeph Loeb)

## Premios
- 2001 Premio Haxtur a la "Mejor Historieta Corta" por "Superman. Las 4 estaciones" junto con Jeph Loeb Salón Internacional del Cómic del Principado de Asturias-Gijón
- 2006 Premio Haxtur a la "Mejor Historieta Corta" por "Amor de juventud/Tim Sale.Solo" junto con Diana Schutz Salón Internacional del Cómic del Principado de Asturias-Gijón, además de otras dos Nominaciones a los Premios Haxtur entre 2001 y 2006